# Неравные договоры
Нера́вные, или неравнопра́вные догово́ры (кит. 不平等条约) — термин китайской политики и идеологии, используемый для обозначения договоров, заключённых в середине XIX — начале XX века между Цинской империей с одной стороны и европейскими государствами (включая Россию), США и Японией с другой — с точки зрения официальной китайской идеологии невыгодных для Китая и навязанных ему в свете экономического и военного превосходства иностранных держав.
Термин появился в Китае в 1920-е годы на волне растущего националистического движения и реваншистских настроений, причём широко использовался как сторонниками Гоминьдана, так и китайскими коммунистами. Переводы этого термина впоследствии стали использоваться и в европейских языках. Этим же термином иногда обозначают и аналогичные по характеру договоры Кореи и Японии . В настоящее время термин используется как в Китайской республике (Тайвань), так и в Китайской Народной Республике, однако конкретный перечень договоров, объявленных «неравноправными», различается.

## История
Одним из первых договоров такого рода считается заключённый между Цинской империей и Великобританией в 1842 году Нанкинский договор. В результате поражения Китая в Первой опиумной войне порты были открыты для свободной торговли с Великобританией, Гонконг передан под её аренду, а британцы, проживающие там, были освобождены от действия правовых норм Китая на основе статуса экстерриториальности.
Аналогичным образом Япония была вынуждена заключить подобный договор с США в 1854 году, а Корея в 1876 году заключила подобный неравный договор уже с Японией. В результате экономического роста Японии во второй половине XIX века она смогла отказаться от неравных договоров уже к середине 1890-х годов. В случае Китая и Кореи большинство договоров было аннулировано после Второй мировой войны (1939—1945), за исключением договора по аренде Гонконга, который был возвращён Китаю в 1997 году, и Пекинского трактата (1860) о закреплении за Россией Приморья.

## Список неравных договоров
| Китая                                         | Китая              | Китая | Китая                                           |
| название договора                             | название договора  | год   | с кем                                           |
| русское                                       | китайское          | год   | с кем                                           |
| --------------------------------------------- | ------------------ | ----- | ----------------------------------------------- |
| Нанкинский договор                            | 南京條約           | 1842  | Великобритания                                  |
| Хумэньский договор                            | 虎門條約           | 1843  | Великобритания                                  |
| Вансяский договор                             | 中美望廈條約       | 1844  | США                                             |
| Договор Хуанпу                                | 黃埔條約           | 1844  | Франция                                         |
| Айгунский договор                             | 璦琿條約           | 1858  | Россия                                          |
| Тяньцзиньский договор                         | 天津條約           | 1858  | Франция, Великобритания, Россия, США            |
| Пекинский договор                             | 北京條約           | 1860  | Франция, Великобритания, Россия                 |
| Тяньцзиньский договор с Пруссией              |                    | 1861  | Пруссия                                         |
| Чжифуский договор                             | 煙台條約           | 1876  | Великобритания                                  |
| Китайско-португальский договор                | 中葡北京條約       | 1887  | Португалия                                      |
| Симоносекский договор                         | 馬關條約           | 1895  | Япония                                          |
| Соглашение о расширении Гонконга              | 展拓香港界址專條   | 1898  | Великобритания                                  |
| Заключительный протокол                       | 辛丑條約           | 1901  | Европейские державы, Япония, США                |
| Двадцать одно требование                      | 二十一條           | 1915  | Япония                                          |
| Японии                                        |                    |       |                                                 |
| название договора                             | название договора  | год   | с кем                                           |
| русское                                       | японское           | год   | с кем                                           |
| Договор Канагавы                              | 日米和親条約       | 1854  | США                                             |
| Англо-японское соглашение о дружбе            | 日英和親条約       | 1854  | Великобритания                                  |
| Симодский трактат                             | 日露和親条約       | 1855  | Россия                                          |
| Договоры Ансэй                                | 安政条約           | 1858  | Франция, Великобритания, Россия, США, Голландия |
| Договор Гарриса                               | 日米修好通商条約   | 1858  | США                                             |
| Англо-японское соглашение о дружбе и торговле | 日英修好通商条約   | 1858  | Великобритания                                  |
| Кореи                                         |                    |       |                                                 |
| название договора                             | название договора  | год   | с кем                                           |
| русское                                       | корейское          | год   | с кем                                           |
| Мирный договор на Канхвадо                    | 강화도 조약        | 1876  | Япония                                          |
| Американо-корейский договор                   | 조미수호통상조약   | 1882  | США                                             |
| Соглашение Кацура — Тафта                     | 가쓰라-태프트 밀약 | 1905  | США                                             |
| Японо-корейский договор о протекторате        | 을사조약           | 1905  | Япония                                          |
| Договор о присоединении Кореи к Японии        | 한일 병합 조약     | 1910  | Япония                                          |